# Rhicnoda desidiosa
Rhicnoda desidiosa är en kackerlacksart som beskrevs av Rehn, J. A. G. 1904. Rhicnoda desidiosa ingår i släktet Rhicnoda och familjen jättekackerlackor.
Artens utbredningsområde är Thailand. Inga underarter finns listade i Catalogue of Life.